# Campionato russo di pallamano maschile
Il campionato russo di pallamano maschile è l'insieme dei tornei istituiti ed organizzati dalla Federazione di pallamano della Russia.

La prima stagione si disputò nel 1992; dall'origine a tutto il 2025 si sono tenute 34 edizioni del torneo.

La squadra che vanta il maggior numero di campionati vinti è il Čechovskie Medvevi con 21 titoli, a seguire ci sono il MGK CSKA Mosca e  il HC Kaustik Volgograd con 4.

## Albo d'oro
| Edizione | Vincitore          |
| -------- | ------------------ |
| 1992-93  | Neva               |
| 1993-94  | CSKA Mosca         |
| 1994-95  | CSKA Mosca         |
| 1995-96  | Kaustik Volgograd  |
| 1996-97  | Kaustik Volgograd  |
| 1997-98  | Kaustik Volgograd  |
| 1998-99  | Kaustik Volgograd  |
| 1999-00  | CSKA Mosca         |
| 2000-01  | CSKA Mosca         |
| 2001-02  | Čechovskie Medvevi |
| 2002-03  | Čechovskie Medvevi |
| 2003-04  | Čechovskie Medvevi |
| 2004-05  | Čechovskie Medvevi |
| 2005-06  | Čechovskie Medvevi |
| 2006-07  | Čechovskie Medvevi |
| 2007-08  | Čechovskie Medvevi |
| 2008-09  | Čechovskie Medvevi |

| Edizione | Vincitore          |
| -------- | ------------------ |
| 2009-10  | Čechovskie Medvevi |
| 2010-11  | Čechovskie Medvevi |
| 2011-12  | Čechovskie Medvevi |
| 2012-13  | Čechovskie Medvevi |
| 2013-14  | Čechovskie Medvevi |
| 2014-15  | Čechovskie Medvevi |
| 2015-16  | Čechovskie Medvevi |
| 2016-17  | Čechovskie Medvevi |
| 2017-18  | Čechovskie Medvevi |
| 2018-19  | Čechovskie Medvevi |
| 2019-20  | Čechovskie Medvevi |
| 2020-21  | Čechovskie Medvevi |
| 2021-22  | Čechovskie Medvevi |
| 2022-23  | CSKA Mosca         |
| 2023-24  | CSKA Mosca         |
| 2024-25  | Zenit SP           |

### Riepilogo vittorie per club
| Numero | Club               | Anni |
| ------ | ------------------ | --- |
| 21     | Čechovskie Medvevi | 2001-02, 2002-03, 2003-04, 2004-05, 2005-06, 2006-07, 2007-08, 2008-09, 2009-10, 2010-11, 2011-12, 2012-13, 2013-14, 2014-15, 2015-16, 2016-17, 2017-18, 2018-19, 2019-20, 2020-21, 2021-22 |
| 4      | CSKA Mosca         | 1993-94, 1994-95, 1999-00, 2000-01 |
| 4      | Kaustik Volgograd  | 1995-96, 1996-97, 1997-98, 1998-99 |
| 2      | Zenit SP           | 1992-93, 2024-25 |
| 2      | CSKA Mosca         | 2022-23, 2023-24 |